# 明唐王墓
明唐王墓，为明朝历代唐王的陵墓。
位于今河南省南阳市宛城区红泥湾镇紫山（紫灵山），梅溪河、温凉河、黄渠河均发源于紫山。唐王朱桱在紫山南麓广辟陵园，朱桱及其子孙历任唐王，有记载的王陵有十一座：唐定王朱桱、唐靖王朱琼烃、唐宪王朱琼炟、唐悼简世子朱芝壐、唐庄王朱芝址、唐成王朱弥鍗、唐恭王朱弥钳、唐敬王朱宇温、唐顺王朱宙栐、唐端王朱硕熿、唐裕王朱器墭。加上世子、郡主墓共十四座。号称“南阳十三陵”。
南明唐王朱聿键即位为隆武帝後，追尊四代父祖为惠帝、顺帝、端帝、宣帝，墓加陵号。现在墓冢封土和陵门、享殿、碑亭、宝城、明楼、神兽等地面建筑，经过明末李自成的挖掘焚毁，民国时王凌云为加固南阳城集中拆运、中共建政后的平坟、破四旧，已经不复存在。地宫经过盗墓也难以找寻。